# IC 1451
IC 1451 ist eine Spiralgalaxie mit ausgedehnten Sternentstehungsgebieten vom Hubble-Typ Sc im Sternbild Aquarius auf der Ekliptik. Sie ist schätzungsweise 411 Millionen Lichtjahre von der Milchstraße entfernt und hat einen Durchmesser von etwa 60.000 Lj. 

Im selben Himmelsareal befindet sich u. a. die Galaxie NGC 7371.
Das Objekt wurde am 13. September 1892 von Stéphane Javelle entdeckt.